# Nam Sơn, Đô Lương
Nam Sơn là một xã thuộc huyện Đô Lương, tỉnh Nghệ An, Việt Nam.
Xã Nam Sơn bao gồm các "làng cổ" như Trung Thịnh, Khả Phong thuộc miền "đồng bằng" và làng Xuân Chi thuộc "miền núi".
Xã Nam Sơn nằm về phía tây của thị trấn Đô Lương. Nam Sơn tiếp giáp với các xã Bắc Sơn, Đặng Sơn của huyện Đô Lương, xã Lĩnh Sơn của huyện Anh Sơn, Thanh Cát của huyện Thanh Chương, và nằm đối diện với xã Ngọc Sơn và Lưu Sơn huyện Đô Lương qua sông Lam.
Nam Sơn có các địa danh do người Pháp xây dựng như vòm Cóc (do vòm nằm cạnh rú Cóc), sông Đào (do người đào thành sông), cầu Sắt (cầu làm hoàn toàn bằng sắt mang từ Pháp sang nhưng trong chiến tranh bị máy bay Mỹ đánh sập, nay được làm lại bởi 2 chiếc cầu bê-tông vĩnh cửu đặt tên là cầu Khả Phong), hay Hàng Phượng (trước đây người Pháp trồng cây phượng vỹ ở hai bên đường quốc lộ số 7 đoạn giáp xã Lĩnh Sơn của huyện Anh Sơn, sau này do chiến tranh và mở rộng đường, tất cả các cây phượng vỹ do người Pháp trồng xưa kia đã bị mất hết nhưng địa danh Hàng Phương thì vẫn còn).
Với con đường quốc lộ số 7 sang Lào chạy qua xã ngày đêm nhộn nhịp người xe qua lại, con sông Lam uốn lượn ôm gần trọn 3 xã Nam Sơn, Bắc Sơn, Đặng Sơn có các bãi ngô dâu tốt tươi bốn mùa và các ngọn rú nhỏ (thường gọi là Hòn) như hòn Cóc (dáng con cóc ngồi), hòn Lả (ngày xưa thường có lửa lập lòe ban đêm), hòn Dài, hòn Xã, hòn Lách, hòn Yêm... soi bóng xuống dòng Lam tạo nên phong cảnh trông thật là hữu tình.
Xưa kia, khi mà giao thông đường bộ vẫn chưa phát triển như ngày nay thì con sông Lam thường ngày đầy ắp những con thuyền vận tải với những cánh buồm căng gió mỗi buổi ban mai hay chiều tà trông xa thật là thơ mộng. Những ngày trời trong xanh, nhất là tiết mùa Thu mà trèo lên đỉnh núi hòn Dài nhìn xuống làng quê Khả Phong, Trung Thịnh, Phú Cường (một làng thuộc xã Đặng Sơn nhưng liền kề làng Trung Thịnh của xã Nam Sơn) và xa xa là các dãy núi thuộc các xã Giang Sơn, Tràng Sơn v.v hay trèo lên đỉnh hòn Cóc nhìn xuống Bãi Vọt trải dài từ rú Cóc cho đến tận cầu Đặng Sơn cạnh dòng sông Lam lững lờ trôi và bờ bên kia là rặng cây Vải chạy dài theo bãi cát trắng trông đẹp không khác gì một bức tranh thủy mặc!
Xã Nam sơn gồm có 8 xóm, địa phận xóm 1, 2,3,4,8 là những xóm có địa hình đồi núi, nằm ở phía tây của xã, quốc lộ 7A chạy dọc theo chiều dài của hai xóm 5 va xóm 6,